# William Hay, 5. Lord Hay of Yester
William Hay, 5. Lord Hay of Yester (* 1538; † August 1586) war ein schottischer Adliger.

## Leben
Er war der älteste Sohn des John Hay, 4. Lord Hay of Yester († 1556) aus dessen Ehe mit Hon. Margaret Livingston († nach 1557), Tochter des William Livingston, 4. Lord Livingston.
Beim Tod seines Vaters erbte er im Januar 1556 dessen Adelstitel als Lord Hay of Yester. Nachdem er 1559 volljährig wurde erlangte er die Kontrolle über die ihm von seinem Vater hinterlassenen Ländereien, in Haddingtonshire und Peeblesshire, und nahm erstmals 1560 den mit seinem Titel verbundenen Sitz im schottischen Parlament ein. Er amtierte zeitweise als Sheriff von Peeblesshire und war ab 1562 Provost der Stadt Peebles.
Im Mai 1560 gehörte er zu den Unterzeichnern der Ratifizierung des Vertrags von Berwick, einer Vereinbarung mit England einer als Scottish Lords of the Congregation bekannten Gruppe schottischer Adliger unter James Hamilton, Herzog von Chatelherault, über englische Hilfe bei der Vertreibung der französischen Truppen aus Schottland, die dort die Regentschaft der Königinmutter Marie de Guise für die minderjährige Königin Maria Stuart stützten. Die Lords versuchten sowohl die Franzosen zu vertreiben als auch die schottische Reformation herbeizuführen, was zu Unruhen und bewaffneten Konflikten führte. Ab 1565 unterstützte er die inzwischen volljährige Königin Maria Stuart und wurde von dieser in den schottischen Kronrat (Privy Council) aufgenommen. Auch nachdem die Königin 1567 zur Abdankung zugunsten ihres minderjährigen Sohnes Jakob VI. genötigt worden war, gehörte er zu deren Anhängern und kämpfte im folgenden Schottischen Bürgerkrieg (1568–1573) erfolglos für deren Wiedereinsetzung.
Er beteiligte sich an der presbyterianischen Verschwörung unter William Ruthven, 1. Earl of Gowrie, die am 23. August 1582 im sogenannten „Raid of Ruthven“ den minderjährigen König Jakob VI. entführte und für einige Monate die Regentschaft für diesen übernahm.
Er starb kurz vor dem 19. August 1586.

## Ehe und Nachkommen
Im September 1560 heiratete er Margaret Kerr († nach 1594), Tochter des Sir John Kerr († 1562), Laird von Ferniehirst. Mit ihr hatte er zwei Söhne und sechs Töchter:
- William Hay, 6. Lord Hay of Yester (um 1561–1591), ⚭ 1576 Hon. Mary Maxwell († 1592), Tochter der Agnes Maxwell, 4. Lady Herries of Terregles;
- James Hay, 7. Lord Hay of Yester (um 1564–1609), ⚭ 1591 Lady Margaret Ker, Tochter des Mark Kerr, 1. Earl of Lothian;
- Hon. Margaret Hay, ⚭ 1582 James Borthwick, 7. Lord Borthwick;
- Hon. Catherine Hay, ⚭ 1588 Robert Swinton, Laird of Swinton;
- Hon. Jean Hay, ⚭ Sir James Hay, Laird of Barra;
- Hon. Elizabeth Hay, ⚭ William Kerr, Laird of Broomland;
- Hon. Grizel Hay, ⚭ 1576 (annulliert 1585) Robert Home, Younger of Heuch;
- Hon. Beatrix Hay, ⚭ 1640 William Congilton, Younger of Congilton.